# Theodosia (sèrie de televisió)
Theodosia és una sèrie de televisió d'aventures i de fantasia produïda per ZDF i Cottonwood Media basada en les novel·les infantils de Robin LaFevers. S'ha emès en català pel canal SX3.
Presentada a la fira MIPCOM de 2021, la sèrie es va estrenar per primera vegada als Estats Units a HBO Max el 10 de març de 2022, seguida de l'estrena a la CBBC el 25 d'abril i a Globoplay el 21 de juny.

## Premissa
La sèrie segueix la protagonista Theodosia "Theo" Throckmorton (Eloise Little), la filla de 14 anys de dos egiptòlegs (Rik Young i Elisa Doughty), que el 1906 dirigeixen i viuen al Museu de Llegendes i Antiguitats de Londres. La Theo i el seu germà petit Henry (Frankie Minchella) ensopeguen amb una tomba amagada i un misteriós artefacte, l'ull d'Horus.

## Repartiment
| Personatge                    | Intèrpret            | Doblatge en català                                      |
| ----------------------------- | -------------------- | ------------------------------------------------------- |
| Theodosia "Theo" Throckmorton | Eloise Little        | Marta Rodríguez                                         |
| Safiya                        | Yasmina El-Abd       | Aina Lluch                                              |
| Will Morgan                   | Nana Agyeman-Bediako | Dídac Badias                                            |
| Henry Throckmorton            | Frankie Minchella    | Xavier Massip                                           |
| Alistair Throckmorton         | Rik Young            | Aleix Estadella                                         |
| Henrietta Throckmorton        | Elisa Doughty        | Ana Pallejà                                             |
| Lady Throckmorton             | Estrid Barton        |                                                         |
| Miss Krait                    | Momo Yeung           |                                                         |
| Artie                         | Anthony J. Abraham   | Jaume Cuartero                                          |
| Yaret                         | Charlie Cattrall     | Francesc Belda                                          |
| Nigella                       | Olivia Barrowclough  |                                                         |
| Reina Hatxepsut               | Nahid Leadar         | Ariadna de Guzmán                                       |
| Vincent                       | Sam Woolf            | Ramon Canals                                            |
| Clive                         | Jethro Skinner       | Mark Ullod                                              |
| Oncle Safiya                  |                      | Raúl Llorens                                            |
| Darius                        | Louis Martino        | Lluís Torrelles                                         |
| Sam                           | Charles de Meester   | Ricard Rodas                                            |
| Josie                         | Yuki Sutton          | Maria Florensa                                          |
| Veus addicionals              | Veus addicionals     | Eric Palau, Núria Cabiró, Anna Mestre, i Oriol Conangla |

## Llista d'episodis
| Núm. total | Núm. de la temporada                              | Títol                                                         | Data d'emissió original | Data d'emissió a Catalunya (SX3) |
| --- | ------------------------------------------------- | ------------------------------------------------------------- | ----------------------- | -------------------------------- |
| 1 | 1                                                 | «L'Ull d'Horus» «The Eye of Horus»                            | 10 març 2022            | 22 desembre 2022                 |
| A principis del segle xx, mentre els seus pares dirigeixen les excavacions d'un jaciment a Egipte, la jove Theodosia i el seu germà troben un amulet misteriós en una tomba antiga: l'Ull d'Horus. Quan ja tornen a ser a casa, a Londres, la Theodosia pensa que l'amulet pot estar protegit per un encanteri molt perillós que pot arribar a provocar la mort de qualsevol que el toqui. Però ningú del seu entorn està disposat a creure en la possibilitat que la màgia existeixi ni que hi pugui haver gens de veritat en les llegendes dels antics egipcis.                                            |                                                   |                                                               |                         |                                  |
| 2 | 2                                                 | «La maledicció» «The Curse»                                   | 10 març 2022            | 22 desembre 2022                 |
| La Theo està molt amoïnada perquè el seu pare ha tocat l'Ull d'Horus sense guants. Està convençuda que l'amulet és màgic i que el protegeix una maledicció que ara podria afectar el seu pare. La família pensa que la Theo s'imagina coses i ni es plantegen que la màgia pugui existir. Ara, als pares només els preocupa fer bona impressió a uns visitants il·lustres: una princesa egípcia i el seu oncle que li fa de tutor, una persona important amb molts contactes que els podria aconseguir els permisos necessaris per poder tornar a Egipte i continuar excavant.                               |                                                   |                                                               |                         |                                  |
| 3 | «La princesa desapareguda» «The Missing Princess» | 10 març 2022                                                  | 23 desembre 2022        |                                  |
| La Theodosia i els seus amics aconsegueixen escapar-se del soterrani de casa en Vincent. La Theo se n'emporta un llibre de màgia amb l'esperança de trobar-hi un encanteri que permeti anul·lar la maledicció del seu pare, que cada vegada es troba més malament i en un estat que comença a ser preocupant. De tota manera, abans de provar de fer màgia amb el seu pare, la Theo s'estima més provar d'anul·lar algun altre encanteri. Però la prova no acaba de sortir com voldria i la Safiya no en surt gaire ben parada.                                                                              |                                                   |                                                               |                         |                                  |
| 4 | 4                                                 | «Una odissea accidental» «An Accidental Odyssey»              | 10 març 2022            | 23 desembre 2022                 |
| La Theo té una visió en què una reina de l'antic Egipte li diu que ha de protegir el seu món dels perills de la màgia. Com que és capaç de veure si un objecte està sota la influència de la màgia, la noia es proposa identificar totes les peces del museu que podrien ser perilloses pels encanteris que les acompanyen i protegir-les amb amulets o posar-les fora de l'abast dels visitants per evitar incidents. Però no compta amb una peça nova molt grossa que està carregada d'una màgia molt perillosa.                                                                                           |                                                   |                                                               |                         |                                  |
| 5 | 5                                                 | «Els jocs a què juga la gent» «The Games People Play»         | 10 març 2022            | 27 desembre 2022                 |
| La Theo té una visió del saló recreatiu en flames i amb tot de gent cridant espantada. Com que la visió la deixa molt preocupada, decideix anar al saló recreatiu i convenç el seu germà que l'hi acompanyi. A la mateixa visió, la Theo també veu el mestre de les serps, i ell també la veu a ella i vol saber qui és. Mentrestant, el Will i la seva mare han d'aconseguir diners de seguida per pagar el lloguer, perquè si no, els faran fora de casa. |                                                   |                                                               |                         |                                  |
| 6 | 6                                                 | «Neteja catastròfica» «Cleaning Catastrophe»                  | 10 març 2022            | 27 desembre 2022                 |
| La Theo detecta una activitat màgica especialment intensa al voltant de l'UIl d'Horus i li explica al Will que està preocupada. El pare i la mare del Henry i la Theo esperen la visita d'una inspectora que pot ser determinant perquè els concedeixin un permís per tornar a excavar a Egipte. Mentrestant, el Henry, amb l'ajuda de la Safiya, inventa una màquina per netejar que no acabarà de funcionar bé. Més aviat al contrari. |                                                   |                                                               |                         |                                  |
| 7 | 7                                                 | «El cap de la serp» «The Head of the Snake»                   | 10 març 2022            | 28 desembre 2022                 |
| Per un malentès, l'Artie dona a entendre al Will que la Safiya el va convèncer que li donés feina, i el Will, molt ofès, s'enfada amb ella. La Safiya no entén per què l'acusa d'una cosa que no ha fet, i ell encara s'enfada més. Mentrestant, la Theo explica al Henry que han de protegir l'Ull d'Horus perquè està segura que les serps del caos aniran al museu a robar-lo. La Theo no té amulet perquè l'hi va regalar a l'Artie, i el Henry la convenç que vagi al saló recreatiu a recuperar-lo perquè és molt perillós enfrontar-se amb les serps sense protegir-se de la màgia.                   |                                                   |                                                               |                         |                                  |
| 8 | 8                                                 | «El so de la màgia» «The Sound of Magic»                      | 10 març 2022            | 28 desembre 2022                 |
| La Theo sent una música estranya que no sap d'on ve. Com que és l'única que la sent, pensa que ve de l'Ull d'Horus i que l'amulet es vol comunicar amb ella. Llavors, els nois el volen anar a buscar, però l'àvia obliga la Theo a quedar-se a casa a endreçar l'habitació, i només hi poden anar el Henry i la Safiya. D'altra banda, el Will s'assabenta que qui li va dir a l'Artie que li donés feina va ser la Theo i s'enfada moltíssim amb ella. |                                                   |                                                               |                         |                                  |
| 9 | 9                                                 | «Problema doble» «Double Danger»                              | 10 març 2022            | 29 desembre 2022                 |
| Falten dos dies per l'eclipsi i la Theo i els seus amics s'han d'afanyar a recuperar l'Ull d'Horus abans que les serps del caos aconsegueixin els seus malèfics propòsits. Quan troben el lloc secret on les serps tenen l'Ull d'Horus amagat, els nois preparen un pla per entrar-hi disfressats i endur-se l'amulet. És una missió perillosa i, a més, han de buscar una excusa per no anar a classe. La Theo troba un encanteri que els pot ajudar a solucionar aquest problema, però té els seus perills.                                                                                                |                                                   |                                                               |                         |                                  |
| 10 | 10                                                | «L'enfosquiment» «The Darkening»                              | 10 març 2022            | 29 desembre 2022                 |
| Falten poques hores per l'eclipsi de sol i les serps del caos estan disposades a agafar l'Ull d'Horus com sigui. La senyoreta Krait se'n va cap al museu a buscar-lo. Allà, hi troba la Theo i el Henry, perquè la seva mare els fa participar en l'acte benèfic que han organitzat al museu per observar l'eclipsi; però l'Ull d'Horus el té el Will, que l'ha amagat al saló recreatiu. Quan s'acosta l'hora de l'eclipsi, però, l'Ull comença a fer coses estranyes i el Will se l'ha d'emportar. |                                                   |                                                               |                         |                                  |
| 11 | 11                                                | «El pou de la desesperació» «The Pit of Despair»              | 10 març 2022            | 30 desembre 2022                 |
| La Theodosia i la Safiya arriben de cop i volta a Egipte. Seguint les indicacions de l'Ull, arriben al temple de Hatxepsut, on hi ha molta gent excavant: són les serps del caos que busquen el bastó d'Osiris. Mentrestant, a Londres, el Henry i el Will l'únic que poden fer és esperar que les noies tornin al museu. Però el Will, per casualitat, descobreix la corda màgica que té el poder de fer desaparèixer coses i no sap que pot ser molt perillosa. |                                                   |                                                               |                         |                                  |
| 12 | 12                                                | «El noi rebel» «Wild Child»                                   | 10 març 2022            | 30 desembre 2022                 |
| La Theodosia, la Safiya i el Henry busquen urgentment un encanteri perquè el Will deixi de ser invisible. És urgent perquè cada vegada està més dèbil. Ara que té el bastó d'Osiris, la Theo podrà protegir millor els seus amics i el museu. Però el mestre de les serps no està disposat a renunciar al bastó i buscarà la manera de tenir-lo i fer que el caos regni a tot el món. |                                                   |                                                               |                         |                                  |
| 13 | 13                                                | «L'ull de l'agulla» «The Eye of the Needle»                   | 10 març 2022            | 2 gener 2023                     |
| Un cop que les serps del caos han agafat el bastó d'Osiris, s'escampa el caos arreu del món. Tothom es torna boig i actua de manera irresponsable sense respectar unes mínimes normes de convivència: es barallen, roben tot el que poden... Tothom menys la Theo, la Safiya i el Will, que se salven de la màgia d'Apep gràcies als amulets que porten. L'àvia de la Theo també se'n salva perquè, sense saber-ho, porta un collaret que també la protegeix. A part d'ells, tothom és víctima del caos, fins i tot el Henry.                                                                                |                                                   |                                                               |                         |                                  |
| 14 | 14                                                | «Una cita amb el destí» «A Date with Destiny»                 | 3 octubre 2022          | 2 gener 2023                     |
| Després d'haver vençut les serps del caos, la Theodosia té ganes de fer vida normal com qualsevol noi de la seva edat i divertir-se amb els seus amics. Però això es proposa estar una temporada sense pensar en la màgia. En qui no pot parar de pensar és en el Will. El Henry continua fent invents i la Safiya té l'esperança que els seus pares la deixin continuar estudiant al museu. Mentrestant, els pares de la Theo i el Henry es preparen per anar a passar una temporada a Egipte. Mentre ells no hi siguin vindrà una cosina a cuidar-se dels nois i l'àvia s'encarregarà de dirigir el museu. |                                                   |                                                               |                         |                                  |
| 15 | 15                                                | «El problema del temps» «Time Waits for Nobody»               | 3 octubre 2022          | 3 gener 2023                     |
| La Theo, el Henry, el Will i la Safiya observen bocabadats el piramidó que han trobat a la sala que hi ha amagada al soterrani del museu. La Theo detecta una màgia molt forta i li fa por el que pot passar si no la contenen. Llavors, descobreixen una inscripció amb un enigma que no és gens fàcil de resoldre. Mentrestant, els pares de la Theo i el Henry acaben de preparar-ho tot per anar-se'n a Egipte, i l'àvia descobreix que s'ha trencat el bust del seu estimat Harold. |                                                   |                                                               |                         |                                  |
| 16 | 16                                                | «L'edat de la saviesa» «The Age of Wisdom»                    | 3 octubre 2022          | 3 gener 2023                     |
| Mentre els seus pares no hi siguin, la Theo i el Henry hauran d'obeir les normes de la seva àvia, que és molt estricta i els considera uns maleducats que encara han d'aprendre les normes d'etiqueta més bàsiques. De moment, la Theodosia no ha trobat res interessant al diari del seu avi, però el Henry potser la podrà ajudar a interpretar-ne el contingut. Per la seva banda, el Will necessita diners per pagar el lloguer, però l'Artie està arruïnat i no li pot augmentar el sou; de fet, ni tan sols li pot assegurar que cobri. Mentrestant, la cosina Nigella arriba a casa els Throckmorton. |                                                   |                                                               |                         |                                  |
| 17 | 17                                                | «Malson al museu» «The Nightmare at the Museum»               | 3 octubre 2022          | 4 gener 2023                     |
| Un cop la Nigella ha vist que la senyora gran que hi havia al museu era ella, la Theo es veu obligada a confiar-hi plenament i a explicar-l'hi tot. Llavors, els nois decideixen examinar el piramidó per desxifrar els jeroglífics que hi ha, i mentre la Theo surt un moment a buscar uns llibres, els altres tenen un accident. La Theo, quan torna, els troba inconscients. Dormen i sembla que tinguin malsons, però és impossible despertar-los. Cadascun haurà de demostrar si té prou força de voluntat a dins del seu propi malson.                                                                 |                                                   |                                                               |                         |                                  |
| 18 | 18                                                | «L'increïble Will» «The Amazing Will»                         | 3 octubre 2022          | 4 gener 2023                     |
| El Will està molt nerviós perquè ha de preparar bé la funció de màgia que ha de fer al saló recreatiu. És una oportunitat molt bona de donar-se a conèixer com a mag. El Henry i la Safiya faran tot el possible per ajudar-lo. La Theo, en canvi, està massa capficada amb el piramidó i el perill que podria arribar a suposar. La Nigella s'ofereix a ajudar-la i l'anima a resoldre el misteri com més aviat millor. |                                                   |                                                               |                         |                                  |
| 19 | 19                                                | «La flauta màgica» «The Magic Flute»                          | 3 octubre 2022          | 5 gener 2023                     |
| És l'aniversari de la Theo, i la família i els amics la volen convèncer que aparqui la màgia unes quantes hores, no pensi en el piramidó i es diverteixi una mica. Li han preparat una festa i tothom s'ho passa bé fins que es comencen a notar els efectes d'un encanteri misteriós. Mentrestant, a Egipte, l'Alistair i la Henrietta descobreixen un cambra secreta gràcies a uns plànols del pare de l'Alistair. La senyoreta Krait observa els seus progressos de ben a prop. |                                                   |                                                               |                         |                                  |
| 20 | «Una tria impossible» «An Impossible Choice»      | 3 octubre 2022                                                | 5 gener 2023            |                                  |
| La Theo, el Henry i els seus amics s'adonen que la Nigella els ha enganyat des que va arribar. Ella és la responsable de l'encanteri que ha fet ballar tothom. I també és la culpable d'haver deixat l'àvia inconscient per prendre-li el penjoll que li havia regalat l'avi. La Nigella confessa per fi que és una fidel seguidora d'Apep i amenaça la Theo: si no l'ajuda a obrir el piramidó per aconseguir la clau per alliberar Apep, els seus pares moriran ofegats en una cambra tancada al desert egipci.                                                                                            |                                                   |                                                               |                         |                                  |
| 21 | 21                                                | «Quines dents més grosses que tens» «What Big Teeth You Have» | 3 octubre 2022          | 6 gener 2023                     |
| La Theo no es vol creure que la Nigella s'hagi posat de part de les serps de manera voluntària. Llavors, els nois troben la clau de casa el Vincent amb les coses de la Nigella i van cap allà aviam si hi troben alguna pista. El Clive també troba un objecte misteriós que era de la Nigella, i és un objecte més perillós del que ell es pensa. Mentrestant, l'àvia, encara trasbalsada per tot el que ha descobert sobre el seu difunt marit, troba una altra sorpresa a la cambra secreta. |                                                   |                                                               |                         |                                  |
| 22 | 22                                                | «Serps i escales» «Snake and Ladder»                          | 3 octubre 2022          | 6 gener 2023                     |
| Una onada de robatoris assola els museus de tot Europa: els lladres se n'emporten peces de l'antic Egipte. Veient això, la Lavinia insisteix a instal·lar una alarma al museu per protegir la col·lecció. Els pares de la Theo i el Henry tornen a casa, però la mare encara no s'ha recuperat de tot del que els ha passat a Egipte i està una mica estranya. Tots ho atribueixen al cansament. Mentrestant, encara no hi ha ningú que sàpiga on és Apep. |                                                   |                                                               |                         |                                  |
| 23 | 23                                                | «Mòmia a la vista!» «Mummies Alive!»                          | 3 octubre 2022          | 7 gener 2023                     |
| Coincidint amb una onada de robatoris de mòmies que hi ha per tot Anglaterra, la Theo i el Henry viuen una experiència aterridora al museu: veuen estupefactes com una mòmia cobra vida i se'n vol anar. Per sort, però, la poden parar a temps i tornar-la a deixar immòbil. La Theo, però, sospita que la mòmia volia marxar del museu per trobar-se amb Apep, i amb els amics decideix deixar-la marxar per seguir-la i veure on va. |                                                   |                                                               |                         |                                  |
| 24 | 24                                                | «Intercanvi de papers» «In Her Shoes»                         | 3 octubre 2022          | 7 gener 2023                     |
| La Safiya està molt nerviosa perquè fa molt de temps que no veu els seus pares i estan a punt d'arribar, però li passa alguna cosa: no ha parat de tossir en tota la nit. La Theo sospita que potser es va empassar una mica del gas que els va llançar Apep quan va fugir del magatzem, però no veu que ella tingui cap rastre de màgia. Mentrestant, l'àvia està decidida a trobar el flagell de Hemiunu. |                                                   |                                                               |                         |                                  |
| 25 | 25                                                | «Gat escaldat» «Once Bitten»                                  | 3 octubre 2022          | 8 gener 2023                     |
| La Lavinia se'n va a París a buscar el flagell de Hemiunu. Mentrestant, la Theo, el Henry i els seus amics es preparen per l'inevitable enfrontament amb Apep. La Theo s'adona que ha perdut el sistre i el necessita per fer l'encanteri que ha de derrotar el déu serp. Apep també es prepara per acabar de recuperar totes les forces i destruir el món i la humanitat. La Nigella s'adona que el pla d'Apep potser no és el que ella s'esperava. |                                                   |                                                               |                         |                                  |
| 26 | 26                                                | «L'última albada» «The Last Sunrise»                          | 3 octubre 2022          | 8 gener 2023                     |
| La Theo, el Henry i els seus amics es preparen per la imminent arribada d'Apep. La Theo enreda els seus pares perquè marxin del museu i el Will s'encarrega de fer guàrdia mentre el Henry i la Safiya preparen el sarcòfag per tancar-hi Apep. Tot està a punt per seguir el pla previst. Només hi falta un detall: que arribi l'àvia i porti el flagell que ha de servir per debilitar el déu del caos. Podran entre tots evitar que el gran enemic de Ra imposi la foscor i destrueixi el món? |                                                   |                                                               |                         |                                  |

## Producció

### Desenvolupament
Després de l'última temporada de Find Me in Paris, el febrer de 2021 es va anunciar que ZDF i Cottonwood Media tornarien a col·laborar, aquesta vegada per adaptar les novel·les Theodosia de Robin LaFevers per a televisió. Entre els primers compradors hi havia HBO Max i Globoplay. Els productors executius inclouen el guionista principal Joe Williams i Leila Smith, de Cottonwood. També representen Cottonwood els productors David Michel, Cécile Lauritano i Zoé Carrera Allaix.
L'octubre de 2022, es va anunciar que ZDF havia donat llum verda a una segona temporada de Theodosia.

### Repartiment
Es va anunciar que Eloise Little protagonitzaria el paper principal. També es van unir al repartiment Nana Agyeman-Bediako i Yasmina El-Abd. El tràiler, publicat a finals de febrer de 2022, va confirmar que Rik Young i Elisa Doughty interpretarien els pares de la Theo.

### Rodatge
El rodatge principal va començar l'abril de 2021 i va acabar aquell octubre, i va tenir lloc a París i Brussel·les. Parts d'aquestes ciutats, com els carrerons, es van utilitzar per recrear el Londres eduardià. La sèrie va ser rodada pels directors Matthias Hoene, Alex Jacob i Matt Bloom. La producció de la segona temporada va tenir lloc a França, Bèlgica i el Marroc.